# Toral de los Guzmanes
Toral de los Guzmanes ist ein Ort und eine nordspanische Gemeinde mit 499 Einwohnern (Stand: 2024) in der Provinz León und der Region Kastilien-León. 

## Lage und Klima
Toral de los Guzmanes liegt etwa 32 Kilometer südlich von León im Nordwesten der Iberischen Meseta in einer Höhe von ca. 740 m. Durch die Gemeinde führt die Autovía A-66.
Das Klima im Winter ist rau, im Sommer dagegen trocken und warm; der spärliche Regen (ca. 499 mm/Jahr) fällt überwiegend im Winterhalbjahr.

## Bevölkerungsentwicklung
| Jahr      | 1970 | 1981 | 1991 | 2001 | 2011 | 2021 |
| Einwohner | 1054 | 923  | 811  | 669  | 565  | 508  |

Aufgrund der durch die Mechanisierung der Landwirtschaft und der Aufgabe von bäuerlichen Kleinbetrieben ausgelösten Landflucht ist die Bevölkerung des Dorfes seit der Mitte des 19. Jahrhunderts kontinuierlich gewachsen.

## Sehenswürdigkeiten

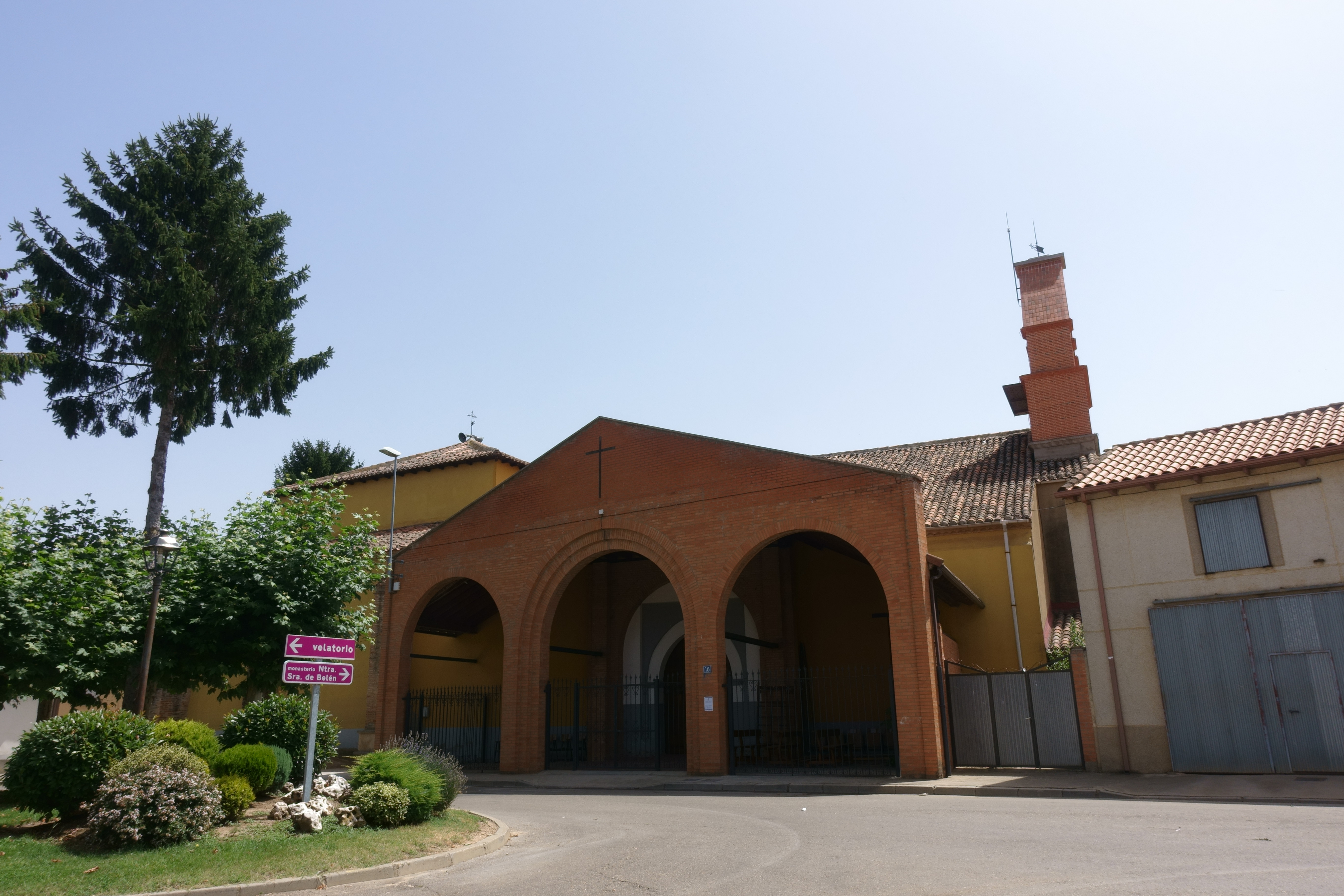
Johannes-und-Maria-Kirche
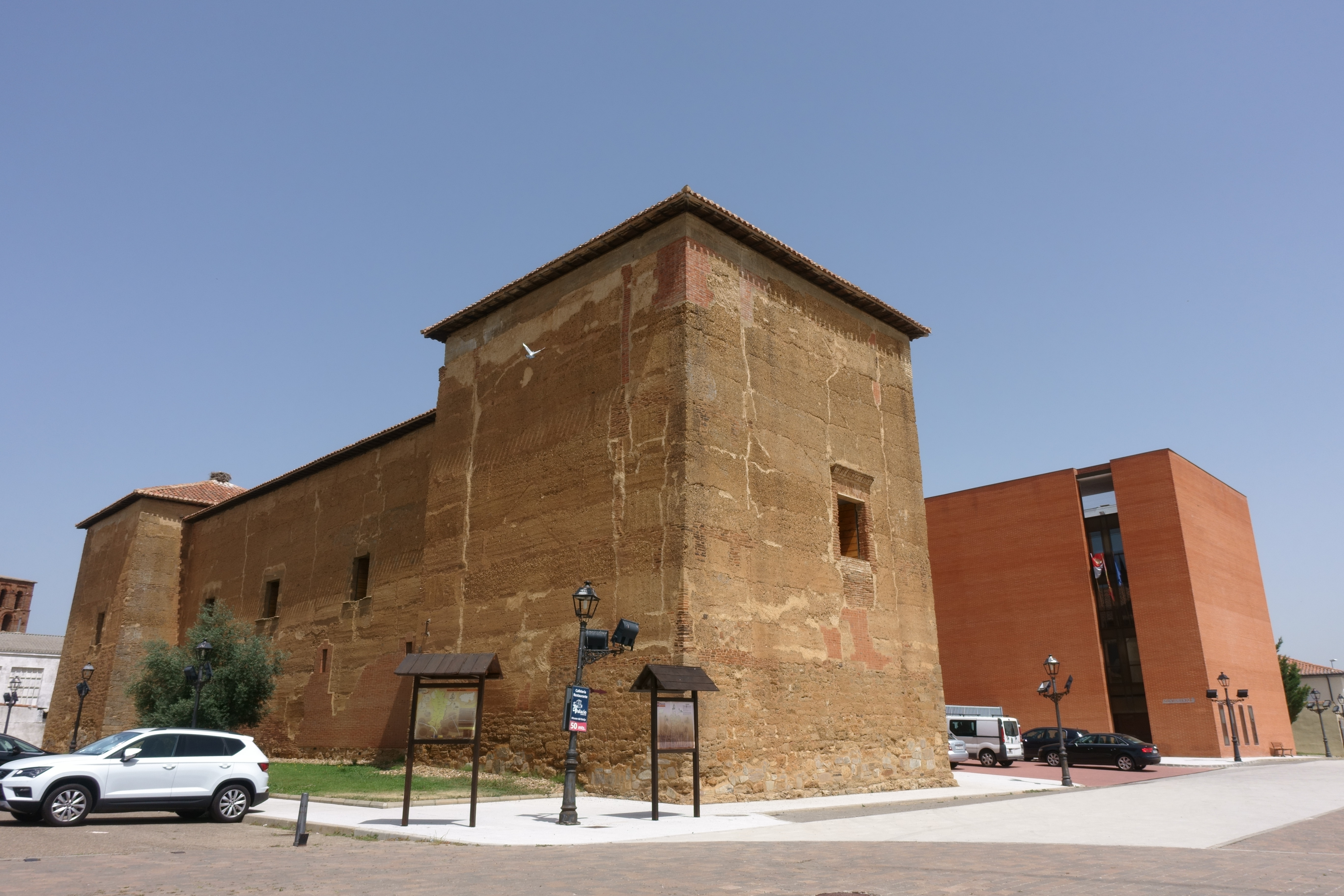
Palast der Familie Guzmanes
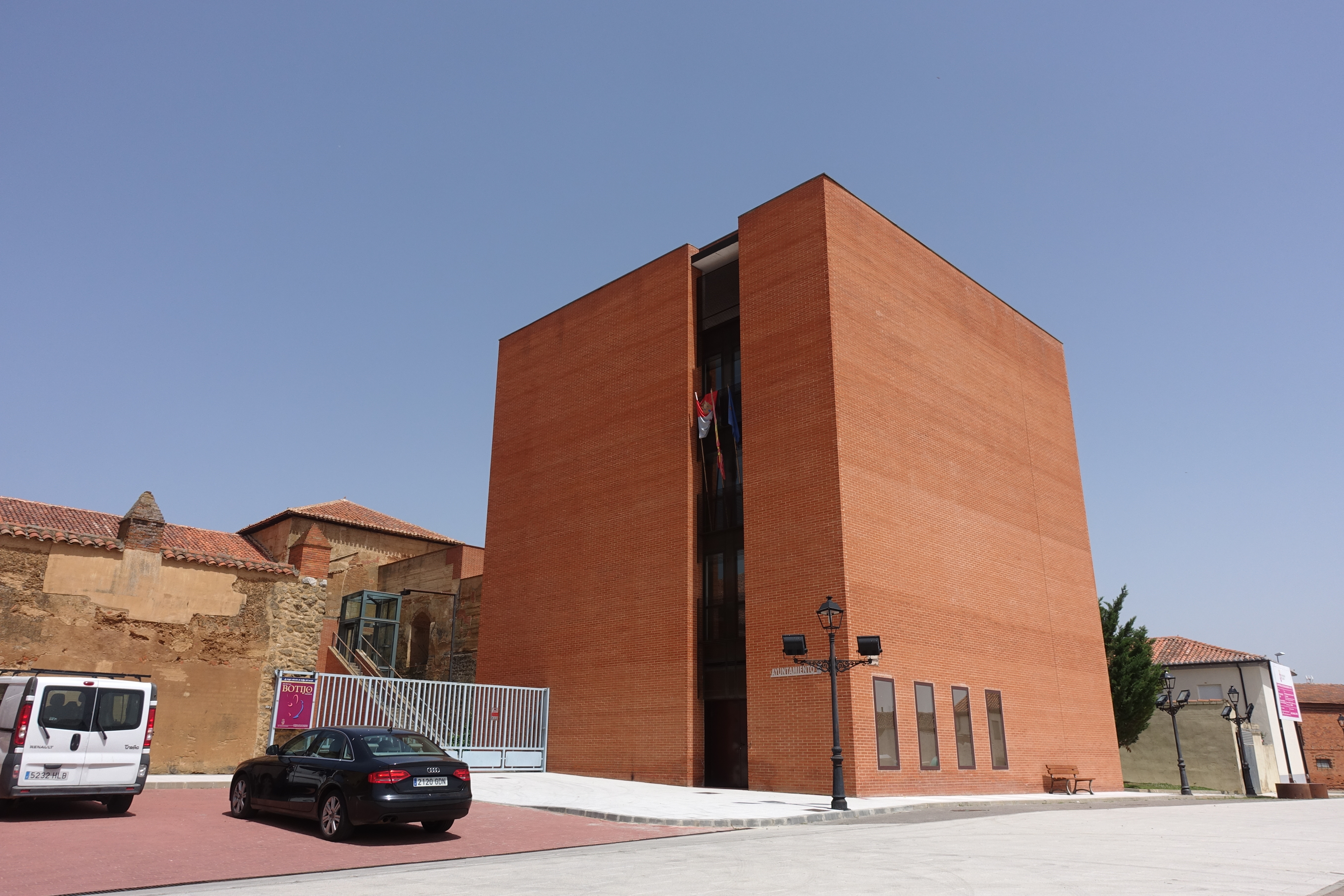
Rathaus

- Johannes-und-Maria-Kirche
- Palast der Guzmanes
- Rathaus